# ساختمان برج دروازه
برج دروازه یا گیت تاور (به انگلیسی: Gate Tower Building) (به ژاپنی: ゲートタワービル تلفظ ژاپنی: gēto tawā biru) یک ساختمان ۱۶ طبقه در ناحیه فوکوشیماکو واقع در شهر اوساکا درغرب ژاپن می‌باشد که به واسطه بزرگ‌راهی که از میان ساختمان می‌گذرد شهرت دارد.
این ساختمان یک سازه دو هسته‌ای با سطح مقطعی دایره‌ای شکل می‌باشد. خروجی اومدا در مسیر آیکدا از میان طبقات پنجم تا هفتم این ساختمان می‌گذرد.در دکمه‌های آسانسور طبقه بعد از طبقه چهارم، کلید طبقه هشتم دیده می‌شود. طبقاتی که از میان آن‌ها بزرگ‌راه عبور می‌کند حاوی آسانسورها، راه پله‌ها و ماشین آلات می‌باشند. بزرگ‌راه هیچ تماسی با ساختمان ندارد. این بزرگ‌راه مانند یک پل از میان ساختمان می‌گذرد و توسط پایه‌هایی در مجاورت ساختمان نگهداشته می‌شود. بزرگ‌راه توسط سازه‌ای پوشانیده شده تا ساختمان را از معرض صدا و لرزه در امان بدارد. در سقف ساختمان سکوی فرود بالگرد تعبیه شده‌است.

## تاریخچه
یک شرکت تجارت چوب و زغالسنگ حق مالکیت قطعه زمین محل احداث برج را از دوره تاریخی «میجی» (دوره‌ای از بیست وسوم اکتبر ۱۸۶۸ تا سی ام ژوئیه ۱۹۱۲) دراختیار داشت اما با تغییرتدریجی مصرف به سمت سوخت‌های دیگر ساختمان‌های این شرکت رو به زوال نهادند. در سال ۱۹۸۳، توسعه مجدد این منطقه به تصویب رسید اما به سبب اینکه زمین این شرکت در مسیر ایجاد یک شاهراه بود با بازسازی مجدد ساختمان شرکت مخالفت گردید. مالک زمین از تلاش دست نکشید و با سازنده شاهراه (شرکت بزرگراه هانشین) به مدت ۵ سال به مبارزه پرداخت تا اینکه چنین راه حلی حاصل گردید.
گرچه به صورت معمول شرکت‌های راه‌سازی زمینی را که قصد احداث بزرگراه دارند را خریداری می‌نمایند اما تضمینی برای موفقیت در خرید وجود ندارد. به این دلیل، قوانین بزرگراه‌ها، قوانین شهرسازی، قوانین توسعه شهری و ضوابط ساخت و ساز ساختمان (Bulding Codes) در سال ۱۹۸۹ تا حدی تغییر یافتند تا اجازه یکی کردن ایجاد بزرگراه و ساختمان‌ها در یک فضا (یا یک مکان) داده شود. این سیستم در ابتدا جهت تسهیل در ساخت و ساز دومین کمربندی در مجاورت تورانامان میناتوی توکیو طراحی شده بود اما در پایان در آنجا مورد استفاده قرار نگرفت بلکه در احداث ساختمان «برج دروازه» اجرایی گردید و آن را مبدل به اولین ساختمانی در ژاپن نمود که بزرگراهی عبور کرده از میان خود دارد. با این اوصاف در چنین مواقعی بزرگراه‌ها را از زیر ساختمان گذر می‌کنند و تنها در مواردی استثنایی است که بزرگراه از میان ساختمان عبور داده می‌شود.